# Eva Nedinkovska
Eva Nedinkovska (makedonska: Ева Нединковска), född 26 augusti 1983 i Ohrid är en makedonsk sångerska.

## Biografi
Nedinkovaska inledde karriären 2003 med låten "Dali denot ke e raj". Därefter deltog hon i musiktävlingen Ohrid Fest i hennes hemstad Ohrid. En av hennes mest framgångsrika singlar är låten "Enigma" som nådde toppen av de makedonska singellistorna. 
2006 deltog Nedinkovska i Makedoniens uttagning till Eurovision Song Contest 2006 med låten "Taan i med" (Таан и мед) som skrivits av den makedonska sångerskan Kaliopi och komponerats av Garo Tavitjan. I finalen fick hon 631 röster vilket räckte till en 10:e plats.